# Das Urteil: Vervoid Terror
Vervoid Terror (Terror of the Vervoids) ist der dritte Teil des 143. Handlungsstrangs mit dem Titel Das Urteil (The Trial of a Time Lord) der britischen Science-Fiction-Fernsehserie Doctor Who. Er besteht aus 4 Episoden, die vom 1. bis 22. November 1986 ausgestrahlt wurden.

## Handlung
Um seine Unschuld zu beweisen, zeigt der Doktor mit Hilfe der Matrix von Gallifrey dem hohen Gericht Aufzeichnungen eines zukünftigen Erlebnisses seiner selbst auf dem Weltraumschiff Hyperion III.
In der TARDIS erhalten der Doktor und seine Begleiterin Mel einen Notruf vom Weltraumschiff Hyperion III, das gerade an der TARDIS vorbei zieht. Als die beiden Zeitreisenden auf dem Schiff landen, werden sie jedoch prompt vom Sicherheitspersonal festgenommen und zum Kapitän des Schiffs Commodore Travers gebracht. Dieser erkennt den Doktor von einer früheren Begegnung wieder und verlangt von ihm zu erfahren, was er auf seinem Schiff verloren hat. Als sich herausstellt, dass kein Notsignal im Auftrag des Kapitäns gesendet wurde, bietet der Doktor seine Hilfe an herauszufinden, wer das Signal gesendet hat. Der Commodore stimmt zu, der Doktor und Mel beginnen mit ihren Untersuchungen und finden dabei heraus, dass jeder Passagier des Schiffs ein Geheimnis zu haben scheint.
Während der Untersuchungen verschwinden immer wieder Crewmitglieder des Schiffs, und als der Commodore den Kurs des Schiffs ändert, um schneller zur Erde zu gelangen, beginnen die drei Mogarianer, eine Rasse Außerirdischer mit Ganzkörperanzügen, die sie vor dem, für sie giftigen Sauerstoff, beschützen, sich über den geänderten Kurs zu beschweren. Dieser bringt das Schiff zu nahe an ein schwarzes Loch heran, was die Zerstörung des Schiffs zur Folge haben könnte. Der Commodore besänftigt die drei Morgianer und bittet sie, ihm zu vertrauen.
Einige Zeit später bricht einer der drei Morgianer zusammen und der Doktor und der Commodore müssen überrascht feststellen, dass es sich dabei um einen menschlichen Ermittler namens Hallett handelt, der scheinbar von irgendjemandem an Bord vergiftet wurde. Während der Doktor versucht herauszufinden, was Hallett auf dem Schiff zu suchen hatte, beginnt Mel zusammen mit Edwardes, einem Crewmitglied, die Fracht des Raumkreuzers zu untersuchen, und sie entdecken dabei seltsame Pflanzenkokons. Als sich Edwardes den Kokons nähert, löst er eine Falle aus und wird durch einen starken Stromschlag getötet, der auch die Lampen im Frachtraum aktiviert und die Kokons aufplatzen lässt. Erschrocken ergreift Mel die Flucht und kehrt zurück zur Brücke des Schiffs, um den Doktor und den Commodore über die Ereignisse zu informieren.
Als diese zusammen mit dem Sicherheitspersonal in den Frachterraum zurückkehren, sind Edwardes Leichnam und der Inhalt der Kokons verschwunden. Wie der Doktor herausfindet, handelt es sich bei den Kokons um das Eigentum der Pflanzenforscherin Professor Lasky und er versucht, sie und ihre Assistenten zu Rede zu stellen. Dabei entdeckt er in Laskys Labor eine festgeschnallte mutierte Frau, die hinter einer Wand versteckt wurde. Von Laskys Assistent Doland erfahren der Doktor und Mel, dass es sich dabei um eine weitere Assistentin der Professorin handelt, die bei einem Genexperiment mit Pflanzensamen mit diesen in Berührung kam und dadurch mutierte. Doland bittet den Doktor, ihre Existenz geheim zu halten, als der Professor sie zur Erde bringen möchte, um eine Heilung für ihre Mutation zu finden.
Zur selben Zeit übernimmt Bruchner, ein weiterer Assistent von Professor Lasky, die Kontrolle über den Raumkreuzer und steuert diesen direkt in das schwarze Loch. Bruchner meint, es wäre die einzige Möglichkeit, die Erde noch retten. Doch bevor der Commodore und der Doktor Bruchner zur Rede stellen können, bemerken sie, dass die Brücke des Schiffs von giftigem Gas erfüllt und Bruchner bereits tot ist. Rudge, der Chef der Sicherheit an Bord, bittet die übrigen zwei Morgianer, auf die Brücke des Schiffs zu gehen und den Kurs wieder zu ändern, da die beiden Morgianer durch ihre Schutzanzüge vor dem giftigen Gas geschützt sind.
Nachdem der Kurs des Schiffs korrigiert wurde, übernimmt Rudge zusammen mit den Morgianern die Kontrolle über das Schiff, da diese die im Frachtraum verstauten und wertvollen Minerale für eigene Zwecke haben möchten. Als Mel versucht, mit einigen Crewmitgliedern die Kontrolle über das Schiff zurückzugewinnen, müssen sie feststellen, dass die Morgianer auf der Brücke bereits ermordet wurden, und als Rudge davon erfährt, ergreift er die Flucht in Richtung Frachtraum. Doch auf dem Weg zum Frachtraum verschwindet auch Rudge spurlos und der Doktor versucht, den Mörder, der sich an Bord befindet, zu entlarven.
Der Doktor stellt Doland zur Sprache und kann ihn durch ein gekonntes Ablenkungsmanöver als Mörder von Edwardes und Hallett entlarven. Als auch dieser versucht zu fliehen, wird er von pflanzenartigen Wesen angegriffen, getötet und verschleppt. Der Doktor muss dies zu seinem Grauen mitansehen und findet durch Professor Lasky heraus, dass es sich bei den Wesen um Vervoids handelt, eine pflanzliche Lebensform, die nur durch Wasser und Licht überleben kann. Es war Dolands Plan, die Vervoid-Kokons zur Erde zu bringen und an den Meistbietenden zu verkaufen, damit diese als Sklaven arbeiten können. Als die Vervoids das herausfinden, beginnen sie damit, die Crew des Schiffs direkt anzugreifen.
Professor Lasky versucht noch mit den Vervoids zu verhandeln, doch diese haben kein Einsehen, töten Lasky und schwören, alle Menschen zu töten und die Erde zu übernehmen. Der Doktor ist gezwungen, die Vervoids auf dem Schiff auszulöschen, um die ganze Menschheit zu retten. Mithilfe von Vionesium, einem der seltenen Mineralien, schafft der Doktor es, alle sich an Bord befindenden Vervoids zu vergiften, die daraufhin in kürzester Zeit eingehen und verwelken. Commodore Travers bedankt sich für die Hilfe des Doktors und gibt zu, dass er es ohne seine Hilfe wohl nicht geschafft hätte, das Schiff und die Erde zu retten.
Zurück im Gerichtssaal fragt die Vorsitzende (im Original Inquisitor), ob alle Vervoids vernichtet wurden, und der Doktor bestätigt das, denn hätte nur ein Blatt eines Vervoids die Erde erreicht, wäre daraus ein neuer Vervoid entstanden. Der Ankläger stützt sich auf die Aussage des Doktors und beschuldigt ihn nun des Genozids.

## Produktion
Mehrere Drehbücher wurden für diesen Teil von Das Urteil geschrieben und immer wieder verworfen, darunter Arbeiten der Autoren David Halliwell und Jack Trevor sowie Christopher H. Bidmead und Peter J. Hammond, Erfinder der Science-Fiction-Serie Sapphire & Steel. Hammonds Drehbuch mit dem Titel Paradise 5 gefiel dem damaligen Script-Editor Eric Saward sehr, doch es wurde schlussendlich von Serienprodzent John Nathan-Turner abgelehnt und er beauftragte stattdessen das Autorenduo Pip und Jane Baker. Das verworfene Drehbuch zu Paradise 5 wurde später von Big Finish Productions im Zuge ihrer Lost Stories-Reihe umgesetzt.

## Einschaltquoten
1. The Trial of a Time Lord – Part 9: 5,2 Millionen Zuschauer
2. The Trial of a Time Lord – Part 10: 4,6 Millionen Zuschauer
3. The Trial of a Time Lord – Part 11: 5,3 Millionen Zuschauer
4. The Trial of a Time Lord – Part 12: 5,2 Millionen Zuschauer

## Besetzung und Synchronisation
Die Synchronisation der Geschichte übernahm H.W. Film in München unter der Regie von Hendrik Wiethase, der auch das Dialogbuch verfasste.
| Rolle                    | Schauspieler     | Synchronsprecher     |
| ------------------------ | ---------------- | -------------------- |
| Der (6.) Doktor          | Colin Baker      | Michael Schwarzmaier |
| Melanie „Mel“ Bush       | Bonnie Langford  | Michaela Amler       |
| Ankläger (Valeyard)      | Michael Jayston  | Fred Maire           |
| Vorsitzende (Inquisitor) | Lynda Bellingham | Marion Hartmann      |
| Professor Lasky          | Honor Blackman   | Eva Pflug            |
| Kommodore Travers        | Michael Craig    | Joachim Höppner      |
| Rudge                    | Denys Hawthorne  | Niels Clausnitzer    |
| Janet                    | Yolande Palfrey  | Ute Bronder          |
| Doland                   | Malcolm Tierney  | Holger Schwiers      |
| Bruchner                 | David Allister   | Hans-Georg Panczak   |
| Grenville / Hallett      | Tony Scoggo      | Hendrik Wiethase     |
| Offizier                 | Mike Mungarvan   | Hendrik Wiethase     |
| Wache #1                 | Hugh Beverton    | Hendrik Wiethase     |
| Wache #2                 | Martin Weedon    | Hendrik Wiethase     |
| Kimber                   | Arthur Hewlett   | Bruno W. Pantel      |
| Edwardes                 | Simon Slater     | Gerhard Acktun       |
| Atza                     | Sam Howard       | Willy Schäfer        |
| Vervoid #1               | Peppi Borza      | Willy Schäfer        |
| Ortezo                   | Leon Davis       | Christoph Lindert    |
| Vervoid #2               | Bob Appleby      | Christoph Lindert    |
| Mutant / Ruth Baxter     | Barbara Ward     | Michaela Amler       |

## Veröffentlichung
In England wurde eine Romanversion der Geschichte, geschrieben von Pip und Jane Baker, im September 1987 durch Target Books veröffentlicht. Dabei wurden für die 4 Folgen der Titel Terror of the Vervoids verwendet. 1993 folgte eine Veröffentlichung auf VHS, zusammen mit den anderen 10 Teilen des Handlungsstrangs, als The Trial of a Time Lord Box Set und am 29. September 2008 folgte eine DVD-Box aller 14 Folgen unter demselben Titel.
In Deutschland wurden die 4 Episoden vom 17. bis 22. Februar 1995 in deutscher Erstausstrahlung gezeigt. Auf DVD erschienen die Folgen am 29. Juli 2016 als Teil des DVD-Sets Doctor Who – Der sechste Doktor: Volume 3. Dabei erhielten sie den Beititel Vervoid Terror.

## Trivia
- Ein früher Produktionstitel während der Planungsphase für die 4 Episoden war The Vervoids (zu deutsch Die Vervoids).
- Wie der Doktor zu seiner neuen Begleiterin Mel kommt, wird innerhalb der Serie nie aufgeklärt.